# Nethinius septentrionis
Nethinius septentrionis là một loài bọ cánh cứng trong họ Cerambycidae.